# Тибетски језик
Тибетски језик је стандардна и најкоришћенија форма тибетских језика. Он је базиран на говору Ласе, који је дијалекат централног тибетског. Због тога, тибетски језик се често назива и ласански тибетски. Тибетски је званични језик Аутономне области Тибет у НР Кини. Писани језик се базира на класичном тибетском и веома је конзервативан.

## Свакодневна употреба
У великом делу Тибета, основно образовање се примењује комплетно, или бар већином, у тибетском, а двојезично образовање се ретко уводи пре касног основног образовања (5‒8. разред). Међутим, кинески је језик наставе у већини тибетских средњих школа. Ђаци који наставе школовање, и пређу на високо образовање имају опцију студирања хуманистичких дисциплина на тибетском на неким од мањинских колеџа у Кини. Писменост и стопе уписа су главна брига кинеске владе. Велики део тибетске популације је неписмен, и иако је образовање обавезно, многи родитељи у руралним областима нису у могућности да шаљу децу у школу.